# Ikaloy
La colline sacrée de Kaloy ou d'Ikaloy ou encore de Kalohy fait partie des douze collines sacrées d'Antananarivo et constitue un lieu historique du royaume merina. 
Tel un berceau des grands souverains de la royauté, Ikaloy est le lieu où Ralambo a vu le jour en 1575 ainsi qu'Andrianampoinimerina en 1787,. Aujourd'hui, elle est peu connue par les Malagasy.

## Histoire
La colline sacrée d'Ikaloy est l'une des douze collines sacrées d'Antananarivo, faisant partie des huit collines sacrées d'Avaradrano aux côtés d'Ambohimanga, Antananarivo, Ambohidrabiby, Ilafy, Namehana, Imerimandroso et Amboatany,. Elle est célèbre pour être le lieu de naissance du roi Andrianampoinimerina. Parmi les vestiges historiques du site, on trouve une pierre traditionnelle vavahady le long de la porte d'origine en pierre, de nombreuses anciennes tombes en pierre non marquées et une maison aristocratique en bois bien conservée. Autrefois appelée Rovan’Analamanga (le Palais de la forêt bleue), Ikaloy est entourée d'une forêt primaire intacte jusqu'à ce jour. Pour étendre son règne, Andrianampoinimerina a installé l'une de ses femmes officielles sur chaque colline sacrée,,. Le nom de sa femme à Ikaloy diffère selon les sources : Rabodo (une descendante d’Andriantompokoindrindra d’Ambohimalaza) et Ramanantenasoa.
Pendant le règne du monarque Andriambelomasina, le royaume de l'Imerina a été marqué par des conflits armés et des périodes de famine. C'est au cours de cette ère tumultueuse que le vata de Kalohy a été conçu sur la colline sacrée d'Ikaloy. Cette mesure étalon, utilisée pour quantifier le riz, est devenue un élément important dans l'économie et la vie quotidienne de la région.

## Géographie
Ikaloy se trouve à environ 1 410 m d’altitude, dans la commune de Sadabe, dans la région Analamanga. Le site est accessible par une route non bitumée d'environ 25 km à partir du village de Talata-Volonondry sur la RN 3,. 